# Třída U 31
Třída U 31 byla třída ponorek německé Kaiserliche Marine z období první světové války. Celkem bylo postaveno 11 jednotek této třídy. Ve službě byly v letech 1914–1918. Šest ponorek nějaký čas sloužilo pod vlajkou Rakousko-uherského námořnictva. Sedm jich bylo za války ztraceno a po dvou kusech po válce získaly Velká Británie a Francie v rámci reparací.

## Stavba
Německá loděnice Germaniawerft v Kielu postavila celkem 11 ponorek tohoto typu.
Jednotky třídy U 31:
| Jméno | Loděnice            | Založení kýlu | Spuštění na vodu | Vstup do služby | Osud |
| ----- | ------------------- | ------------- | ---------------- | --------------- | --- |
| U 31  | Germaniawerft, Kiel | 1912          | 7. ledna 1914    | září 1914       | V lednu 1915 v Severním moři ztracena z neznámé příčiny. |
| U 32  | Germaniawerft, Kiel | 1912          | 28. ledna 1914   | září 1914       | Od roku 1916 provozována pod Rakousko-uherskou vlajkou jako SM U 37. Dne 8. května 1918 byla poblíž Malty potopena britskou šalupou HMS Wallflower.                             |
| U 33  | Germaniawerft, Kiel | 1912          | 19. května 1914  | září 1914       | Od roku 1916 provozována pod Rakousko-uherskou vlajkou jako SM U 33. Roku 1919 předána Velké Británii.                                                                          |
| U 34  | Germaniawerft, Kiel | 1912          | 9. května 1914   | říjen 1914      | Od roku 1916 provozována pod Rakousko-uherskou vlajkou jako SM U 34. V říjnu 1918 ve Středomoří potopena britskou lodí Q Privet.                                                |
| U 35  | Germaniawerft, Kiel | 1912          | 18. dubna 1914   | listopad 1914   | Od roku 1916 provozována pod Rakousko-uherskou vlajkou jako SM U 35. Roku 1918 předána Velké Británii.                                                                          |
| U 36  | Germaniawerft, Kiel | 1912          | 6. června 1914   | listopad 1914   | Dne 24. července 1915 poblíž ostrova Rona potopena britskou lodí Q Prince Charles.                                                                                              |
| U 37  | Germaniawerft, Kiel | 1912          | 25. srpna 1914   | prosinec 1914   | Dne 1. dubna 1915 potopena minou v Lamanšském průlivu. |
| U 38  | Germaniawerft, Kiel | 1912          | 9. září 1914     | prosinec 1914   | Od roku 1916 provozována pod Rakousko-uherskou vlajkou jako SM U 38. Roku 1919 předána Francii.                                                                                 |
| U 39  | Germaniawerft, Kiel | 1912          | 26. září 1914    | leden 1915      | Od roku 1916 provozována pod Rakousko-uherskou vlajkou jako SM U 39. Dne 18. května 1918 poblíž Ferrolu poškozena letadly, internována ve Španělsku. Roku 1919 předána Francii. |
| U 40  | Germaniawerft, Kiel | 1912          | 22. října 1914   | únor 1915       | Dne 23. června 1915 v Severním moři potopena britskou lodí Q Taranaki a britskou ponorkou HMS C24.                                                                              |
| U 41  | Germaniawerft, Kiel | 1912          | 10. října 1914   | únor 1915       | Dne 24. září 1915 v Lamašském průlivu potopena britskou lodí Q Wyandra. |

## Konstrukce

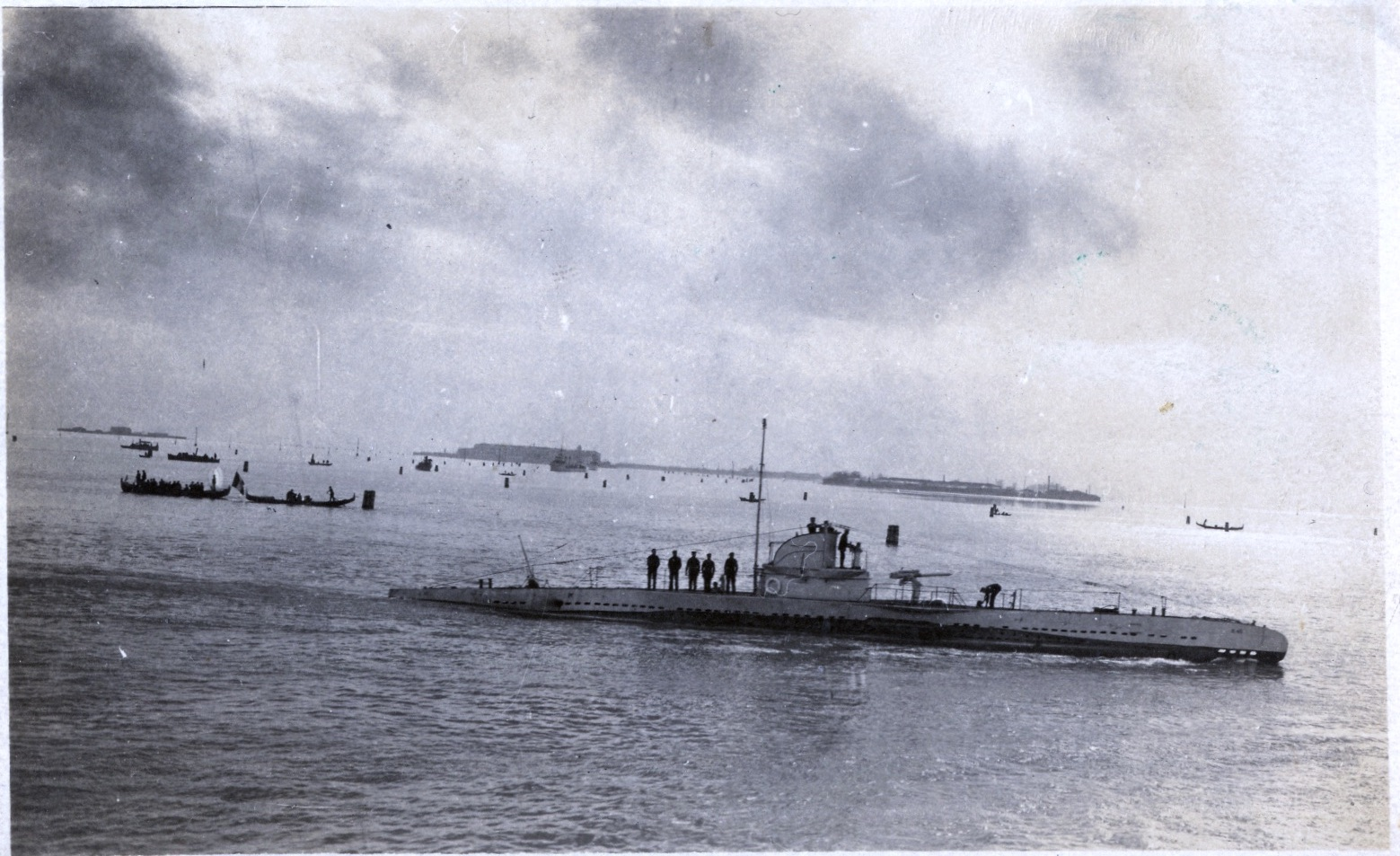
SM U 40

Ponorky měly dvojtrupou koncepci. Ponoření jim trvalo 1 minutu a 40 vteřin. Výzbroj tvořily čtyři 500mm torpédomety (dva příďové a dva záďové) se zásobou šesti torpéd. Pohonný systém tvořily dva diesely Germania o výkonu 1850 bhp a dva elektromotory Siemens-Schuckert Werke o výkonu 1200 shp, pohánějící dva lodní šrouby. Nejvyšší rychlost dosahovala 16,4 uzlu na hladině a 9,7 uzlu pod hladinou. Dosah byl 7800 námořních mil při rychlosti 8 uzlů na hladině a 80 námořních mil při rychlosti 5 uzlů pod hladinou. Operační hloubka ponoru dosahovala 50 metrů.

## Modifikace
Část ponorek sloužila bez palubního kanónu, další nesly 88mm kanón, či 105mm kanón.

## Služba

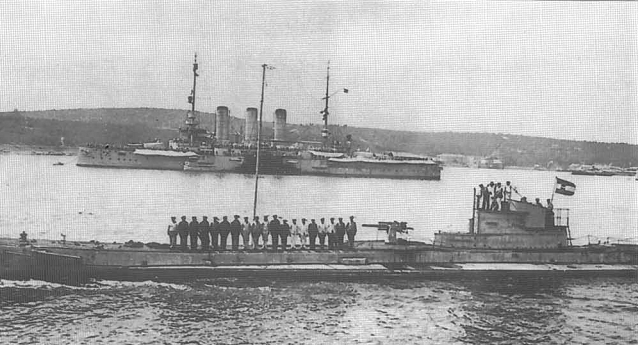
SM U 35 v Pule

Ponorky byly bojově nasazeny za první světové války, přičemž sedm bylo ve službě ztraceno. Ponorka SM U 35 byla nejúspěšnější ponorkou obou dvou světových válek. Celkem potopila celkem 224 plavidel o tonáži 535 900 BRT.
Služba třídy U 31:
| Jméno   | Patroly | Potopené lodě     | Poškozené lodě | Zajaté lodě | Válečné lodě                                                                                     | Poznámka                               |
| ------- | ------- | ----------------- | -------------- | ----------- | ------------------------------------------------------------------------------------------------ | -------------------------------------- |
| U 31    | 1       | 0                 | 0              | 0           | 0                                                                                                | [ 3 ]                                  |
| U 32    | 11      | 37 (106 035 t)    | 3 (18 554 t)   | 1 (1115 t)  | HMS Cornwallis – predreadnought                                                                  | [ 4 ]                                  |
| U 33    | 16      | 84 (194 131 t)    | 8 (36 452 t)   | 1 (453 t)   | 0                                                                                                | Včetně ruské nemocniční lodě Portugal. |
| U 34    | 17      | 119 (257 652 t)   | 5 (14 208 t)   | 0           | 0                                                                                                | [ 6 ]                                  |
| U 35    | 25      | 223 (535 700 t)   | 9 (36 439 t)   | 0           | HMS Primula - šalupa Rigel – šalupa Abbas – hlídková loď Noor-el-bahr – hlídková loď (poškozena) | Včetně pomocného křižníku HMS Tara.    |
| U 36    | 2       | 14 (12 674 t)     | 0              | 3 (3466 t)  | 0                                                                                                | [ 8 ]                                  |
| U 37    | 1       | 2 (2811 t)        | 1 (3459 t)     | 0           | 0                                                                                                | [ 9 ]                                  |
| U 38    | 17      | 138 (292 454 t)   | 8 (33 669 t)   | 0           | Surprise – dělový člun HMS Roxburgh – pancéřový křižník (poškozen)                               | [ 10 ]                                 |
| U 39    | 19      | 153 (405 035 t)   | 7 (30 552 t)   | 1 (798 t)   | HMS Candytuft – šalupa                                                                           | [ 11 ]                                 |
| U 40    | 1       | 0                 | 0              | 0           | 0                                                                                                | [ 12 ]                                 |
| U 41    | 4       | 28 (58 648 t)     | 1 (4409 t)     | 1 (355 t)   | 0                                                                                                | [ 13 ]                                 |
| Celkem: | 133     | 798 (1 865 140 t) | 42 (177 742 t) | 7 (6187 t)  | 1 predreadnought 3 šalupy 1 dělový člun 2 menší plavidla                                         |                                        |